# Ангелы ада (фильм, 1968)
«Ангелы ада» (англ.  Angels from Hell) — фильм-боевик 1968 года, рассказывающий о противостоянии общества и банд байкеров
Входит в список «40 лучших байкерских фильмов всех времен и народов».

## Тэглайнфильма
LOOK OUT…HERE THEY COME!

## Сюжет
Низко бюджетный и довольно неудачный фильм, выпущенный Джо Соломаном вслед за Hell’s Angels On Wheels.
Том Стерн играет байкера, который вернулся из Вьетнама и пытается направить свой военный опыт на создание огромной банды байкеров-outlaw. Он рассержен на общество и организует банду как форму протеста. В итоге пять сотен «Angels From Hell» нападают на маленький городок, чтобы отомстить шерифу, который жестоко уничтожил одного из байкеров в первых кадрах фильма.

## В ролях
- Том Стерн — Майк
- Арлен Мартел — Джинджер
- Тэд Маркланд — Смайли
- Стив Оливер — Спид
- Пол Бертойа — Натти Норман